# Friedrich von Payer

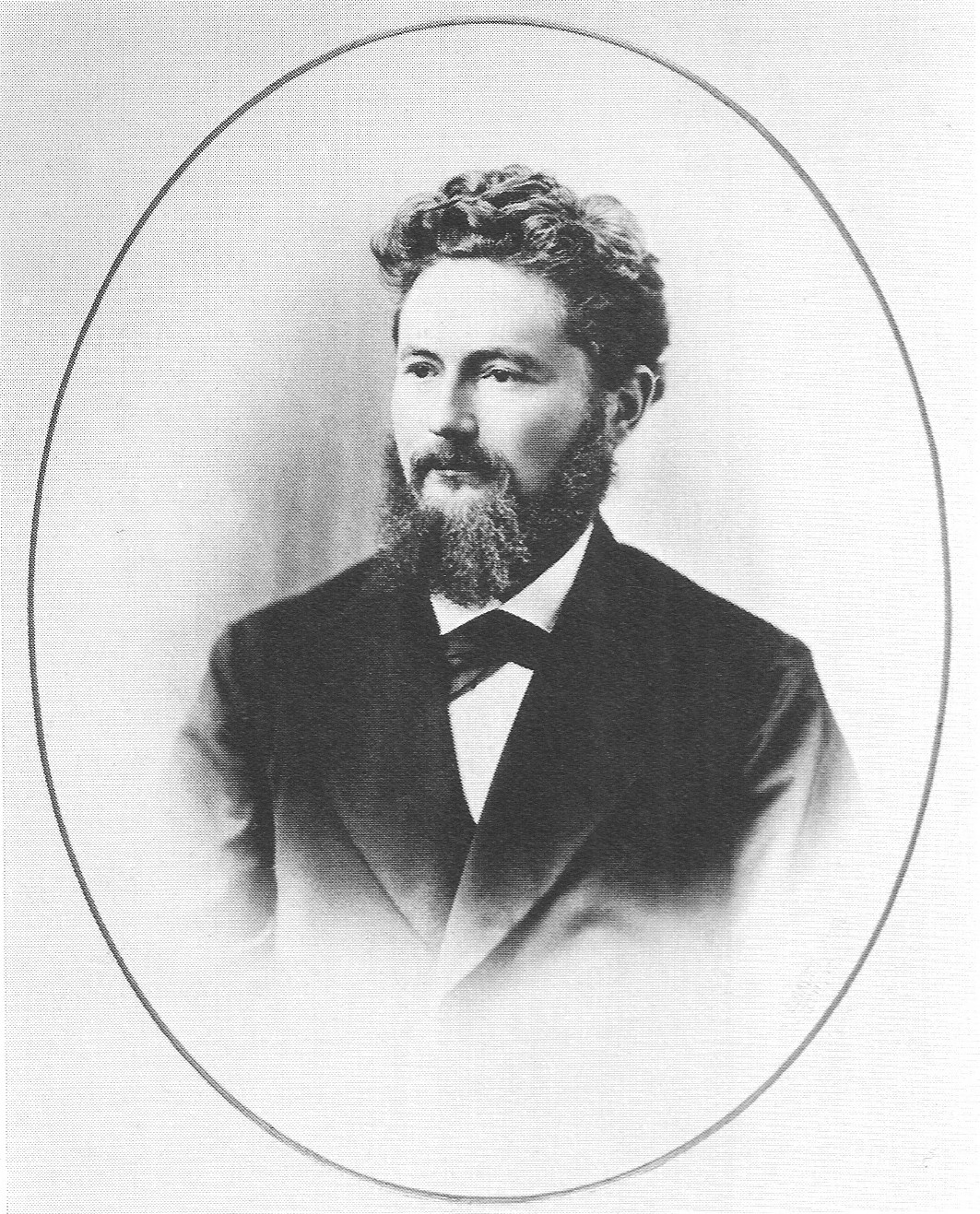
Friedrich Payer (1876)

Friedrich von Payer (1907)

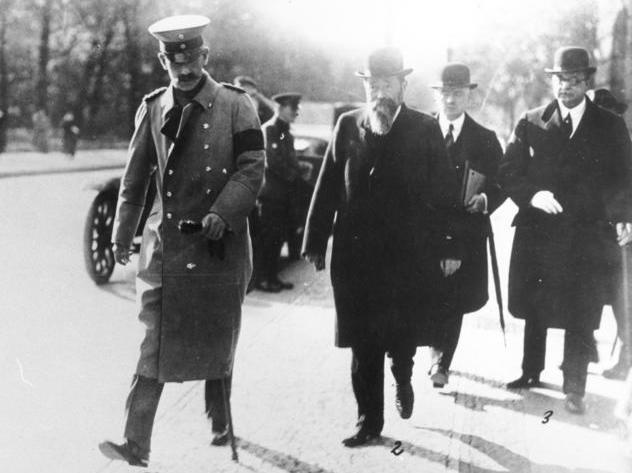
Vizekanzler Friedrich von Payer (Zweiter von links) mit Reichskanzler Max von Baden (links) (1918)

Friedrich Ludwig Payer, ab 1906 von Payer (* 12. Juni 1847 in Tübingen; † 14. Juli 1931 in Stuttgart), war ein deutscher Politiker (Demokratische Volkspartei, Fortschrittliche Volkspartei, Deutsche Demokratische Partei) und von 1917 bis 1918 Vizekanzler des deutschen Kaiserreiches.

## Leben und Beruf
Friedrich Payer besuchte das evangelisch-theologische Seminar in Blaubeuren, wo er neben der theologischen Ausbildung auch das Abitur ablegte. Ab 1865 studierte er dann Rechtswissenschaften in Tübingen und war seit 1866 Mitglied der Königsgesellschaft Roigel. 1871 ließ er sich als Rechtsanwalt in Stuttgart nieder, ab 1899 war er zusätzlich Notar. Er gehörte mehrere Jahre dem Vorstand der württembergischen Rechtsanwaltskammer an.

## Partei
Payer gehörte ursprünglich der Demokratischen Volkspartei in Württemberg an. Er unterstützte 1907 die Bildung des Bülow-Blocks und setzte sich nach dessen Zerbrechen 1909 für die Gründung der Fortschrittlichen Volkspartei (FVP) ein. In der FVP ließ er 1910 seine Heimatpartei als Landesverband aufgehen. 1918 beteiligte er sich an der Gründung der DDP.
Der 82-jährige Payer trat im Januar 1930 aus der württembergischen Parteiorganisation der DDP aus, da er mit dem überraschenden Beitritt seiner Partei zur Regierung Bazille/Bolz nicht einverstanden war, blieb aber Mitglied dieser Partei. Er begründete seinen Schritt wie folgt: Der Eintritt in eine Regierung, „die wir bisher nur als grundsätzlichen, teilweise höchst gehässigen Gegner aller demokratischen Bestrebungen kennengelernt haben“, sei nicht zu verantworten.

## Abgeordneter
Dem Stuttgarter Gemeinderat gehörte Payer von 1892 bis 1896 an. Er war von 1893 bis 1912 Mitglied der württembergischen Abgeordnetenkammer, deren Präsident er von 1895 bis 1912 war. Eine vergebliche erste Reichstagskandidatur 1873 schildert er anschaulich in der Jubiläumsausgabe der Tageszeitung „Tübinger Chronik“ von Anfang November 1921. Von 1877 bis 1878, 1880 bis 1887 und 1890 bis 1918 war er Reichstagsabgeordneter. Er vertrat den Wahlkreis Württemberg 6 (Reutlingen, Tübingen, Rottenburg) und gehörte der Fraktion der Volkspartei an.
Payer kämpfte jeweils für den Erhalt und den Ausbau der parlamentarischen Macht. So wandte er sich entschieden gegen die Innenpolitik Bismarcks. Insbesondere kämpfte der Abgeordnete gegen das Septennat, die Festschreibung des Militäretats auf sieben Jahre. Im Ersten Weltkrieg war er als Fraktionsführer der Fortschrittlichen Volkspartei ein entschiedener Unterstützer von Reichskanzler Theobald von Bethmann Hollweg. Payer wollte eine Demokratisierung der Reichs- und der preußischen Verfassung durchsetzen und einen Verhandlungsfrieden mit den Westmächten erreichen. Insbesondere nach der Entlassung Bethmann Hollwegs (13. Juli 1917) wurde Payer in seinem neuen Amt als Vizekanzler ab November von der OHL entschieden bekämpft.
Nach dem Ersten Weltkrieg gehörte er der Weimarer Nationalversammlung an und war dort bis zum 9. Juli 1919 Fraktionsvorsitzender der DDP.
Anders als die Mehrheit der DDP stimmte er am 22. Juni 1919 der Unterzeichnung des Versailler Vertrages zu.

## Öffentliche Ämter
Gegen Ende des Ersten Weltkriegs war er vom 9. November 1917 bis zur Übernahme der Macht durch den Rat der Volksbeauftragten Vizekanzler des Deutschen Reiches. 1918 wurde er von Kaiser Wilhelm II. beauftragt, mit Siegfried von Roedern gemeinsam eine Kabinettsliste für das neue Kabinett zu erarbeiten. Payer selbst lehnte allerdings am 1. Oktober 1918 das ihm angetragene Amt des Reichskanzlers ab, so dass der Kaiser stattdessen Prinz Max von Baden ernannte.

## Ehrungen
- 1906 wurde er mit dem Kommenturkreuz des Ordens der württembergischen Krone ausgezeichnet,[2] und damit in den persönlichen württembergischen Adelsstand erhoben.
- 1912 wurde er zum Ehrenbürger von Reutlingen ernannt.
- In Stuttgart und in Reutlingen ist jeweils eine Straße nach ihm benannt.

## Literatur

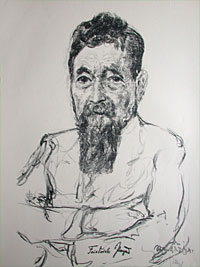
Friedrich von Payer, Lithographie von Emil Stumpp

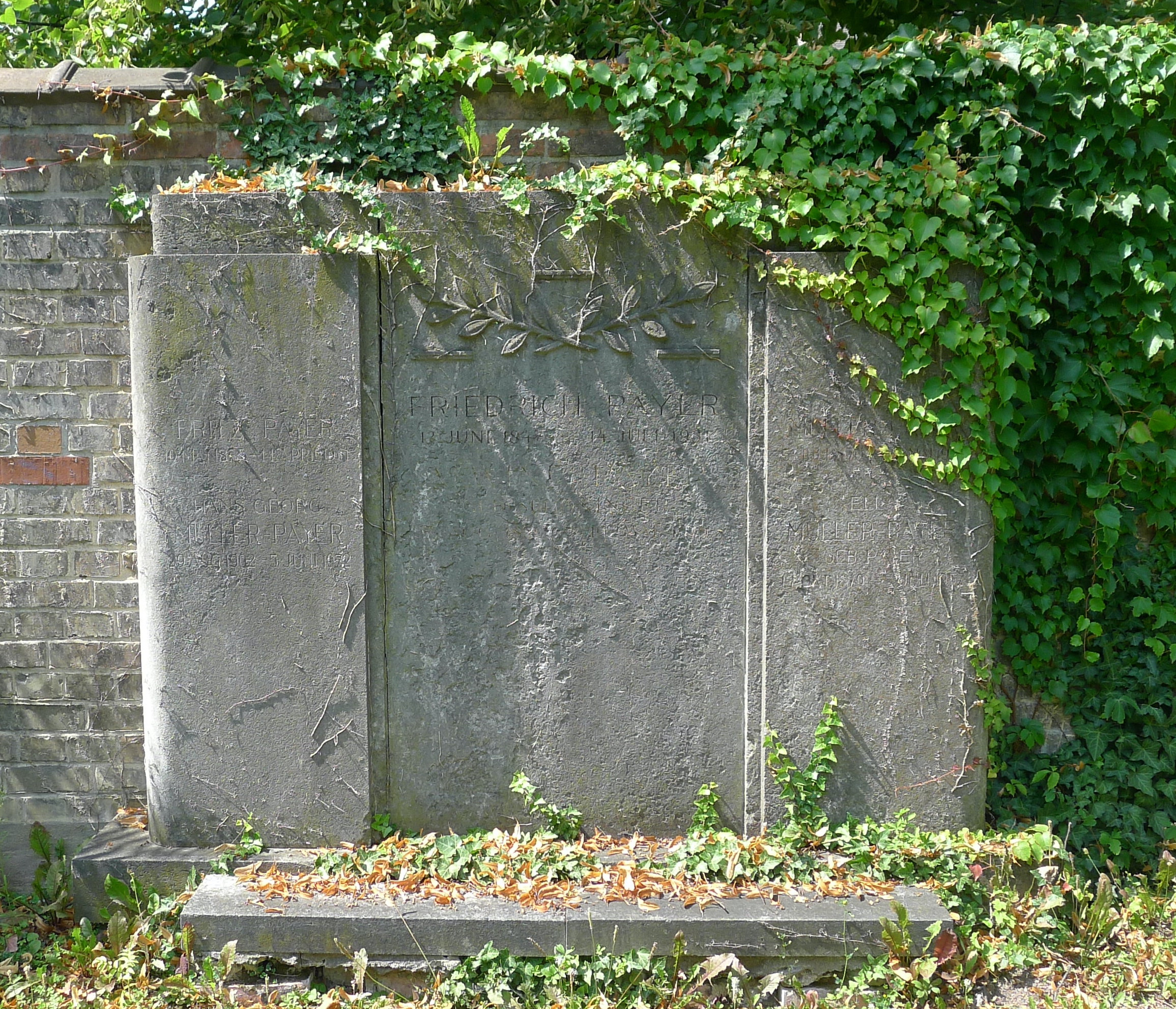
Grabmal von Friedrich von Payer auf dem Stuttgarter Pragfriedhof

## Veröffentlichungen
- Von Bethmann Hollweg bis Ebert. Erinnerungen und Bilder, Frankfurter Societäts Druckerei, Frankfurt am Main 1923 (Digitalisat).